# Arbeitsgericht Leipzig

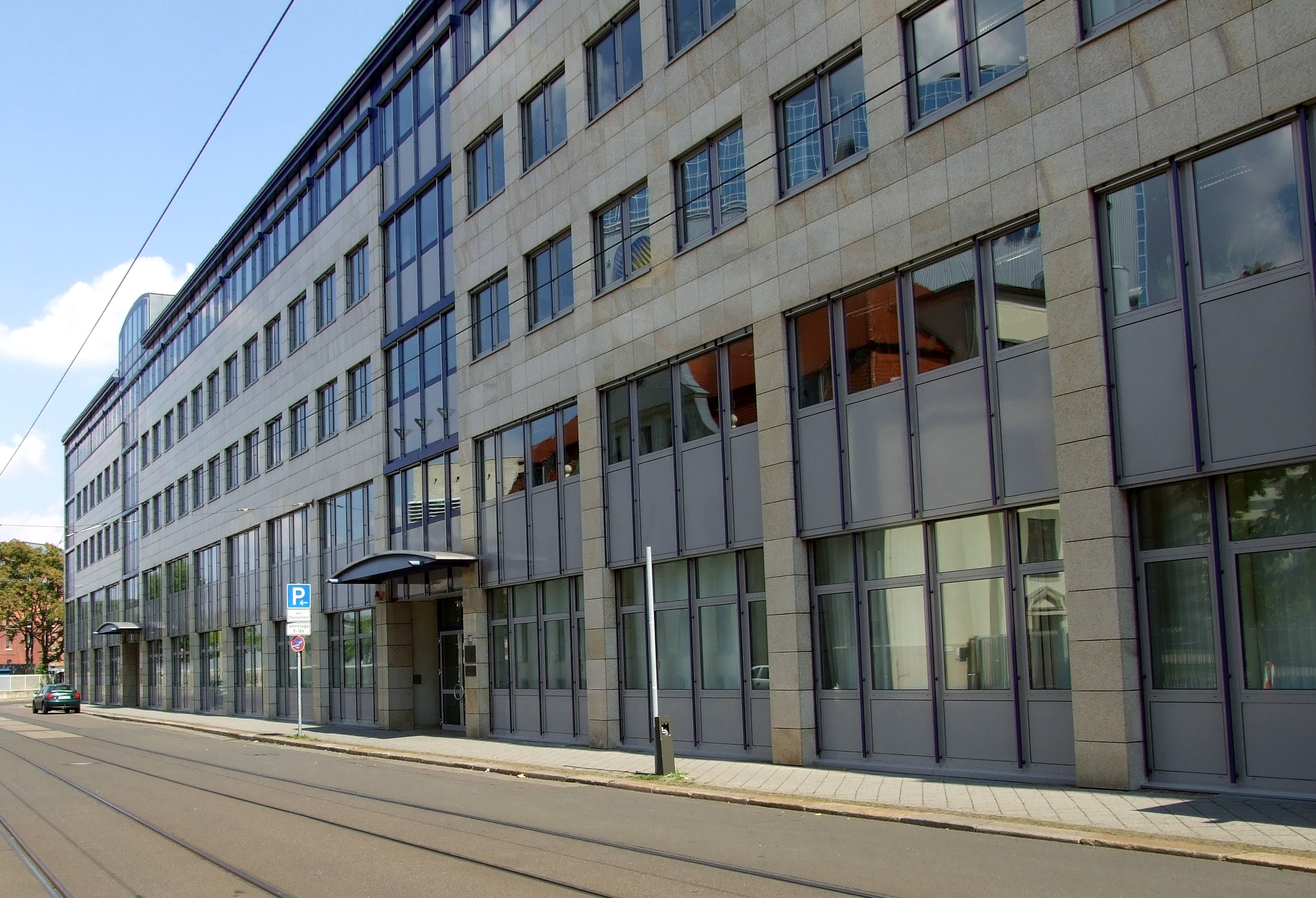
Arbeitsgericht Leipzig.

Das Arbeitsgericht Leipzig ist ein Gericht der Arbeitsgerichtsbarkeit und eines von fünf Arbeitsgerichten des Freistaats Sachsen.
Seit 1. August 2008 ist Rüdiger Köhne Direktor des Arbeitsgerichts Leipzig.
Der 1955 in Kiel geborene Jurist hat nach dem Abitur eine Ausbildung in Hessen und Niedersachsen absolviert. Daran schloss sich eine Tätigkeit als Rechtsamtsleiter beim Landkreis Northeim und als selbständiger Rechtsanwalt an. Seit 1991 ist Köhne als Richter in der sächsischen Justiz tätig.

## Gerichtssitz und Gerichtsbezirk
Das Gericht hat seinen Sitz in Leipzig. Es ist für arbeitsrechtliche Streitigkeiten aus der kreisfreien Stadt Leipzig sowie den Landkreisen Leipzig und Nordsachsen örtlich zuständig.

## Gebäude
Der moderne Gerichtsneubau befindet sich nördlich der Leipziger Altstadt in der Erich-Weinert-Straße 18.

## Übergeordnete Gerichte
Dem Arbeitsgericht Leipzig ist das Sächsische Landesarbeitsgericht in Chemnitz und im weiteren Rechtszug das Bundesarbeitsgericht übergeordnet.

## Geschichte
In der DDR bestanden keine gesonderten Arbeitsgerichte. Arbeitsrechtliche Verfahren wurden von den Konfliktkommissionen und den Kreis- und Bezirksgerichten verhandelt. Nach der Wende wurde das Land Sachsen wieder eingerichtet. Der sächsische Landtag beschloss am 12. Juni 1992 mit dem Sächsischen Gerichtsorganisationsgesetz die Aufhebung der Kreis- und Bezirksgerichte und die Einrichtung der Arbeitsgerichte, darunter des Arbeitsgerichtes Leipzig. Das Arbeitsgericht Leipzig war für die damaligen Kreise Borna, Delitzsch, Döbeln, Eilenburg, Geithain, Grimma, Leipzig, Oschatz, Torgau und Wurzen sowie für die Kreisfreie Stadt Leipzig zuständig.